# Botijo de pastor

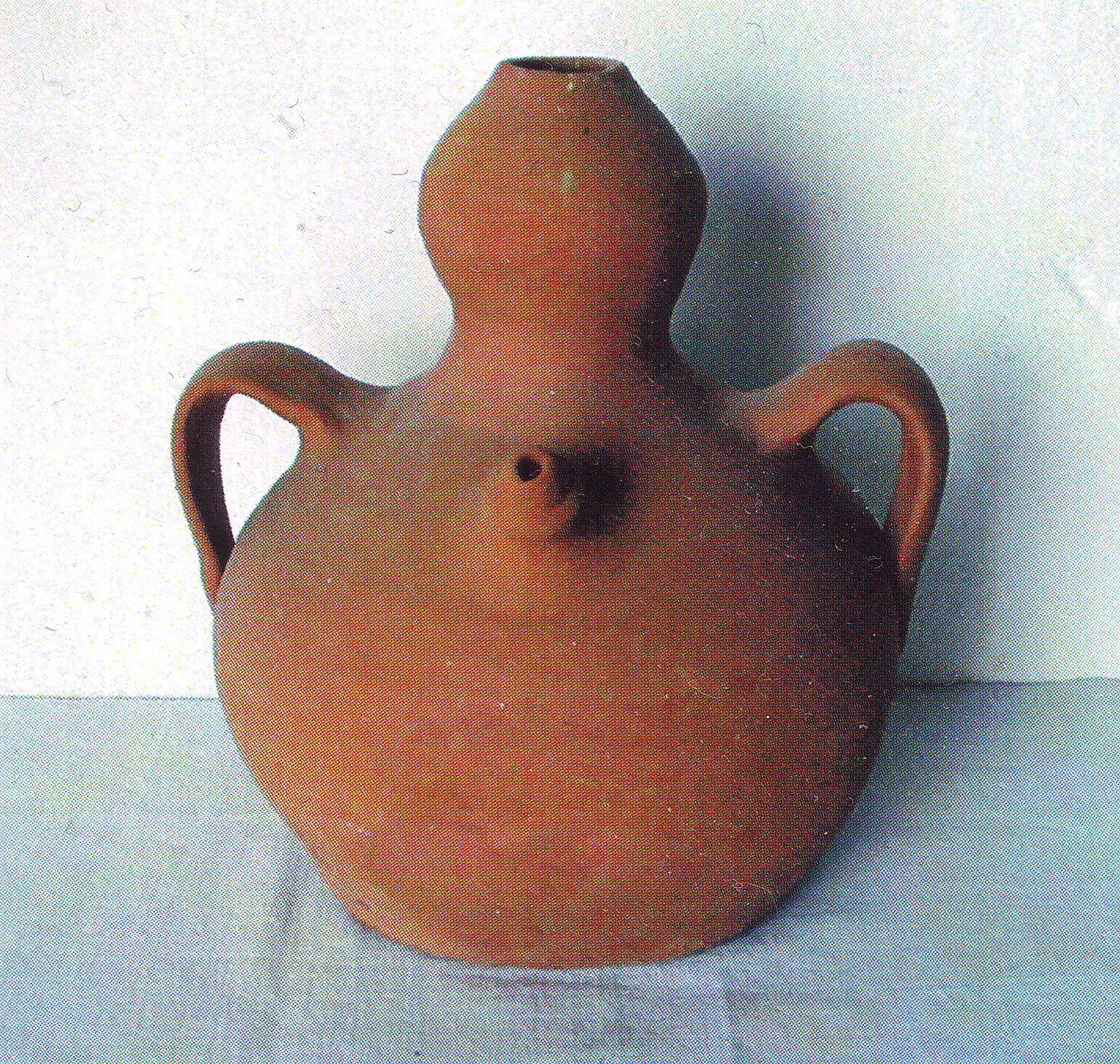
Botija de calabaza. Alfar de los hermanos Ruíz (Villa de Otura, Granada, España). Museo de cerámica de Chinchilla de Montearagón.

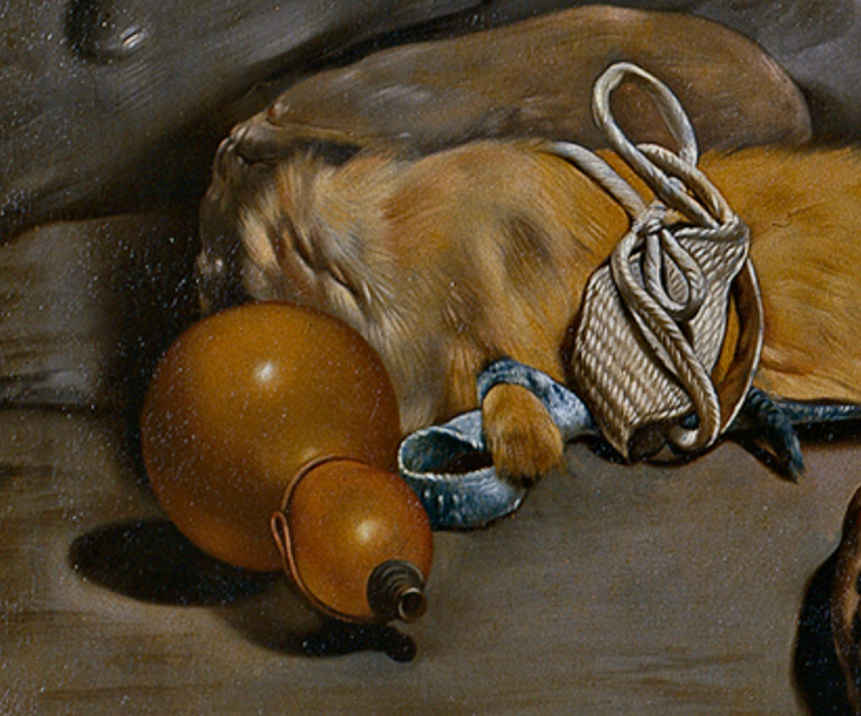
Calabacilla de pastor o calabaza de agua. Detalle en el cuadro de Juan Bautista Maíno: La Adoración de los pastores (ca. 1611-1613). Museo del Prado (Madrid, España)

Botijo de pastor, calabacilla, calabaza de agua, calabaza vinatera o botija de calabaza (y en zonas del Norte de España, barril de pastor) son algunos de los nombres que recibe un recipiente para llevar y conservar el agua, que tiene cuerpo globular, como la botija ordinaria, cuello ensanchado que al carecer de asas permite atar una cuerda para sujetarla al cayado o "bordón" (palo usado por los peregrinos), el cinturón o las alforjas. En su origen inmemorial consistía en una pequeña calabaza cuyo interior vaciado y curado servía de depósito para líquidos. Luego, la alfarería tradicional copió la forma en varios modelos de vasijas, como las botijillas, barriletes o cantimploras. Junto con la venera es un objeto representativo de la iconografía del peregrino en general y de la estética jacobea en particular.

## Terminología y uso
Otras variantes del nombre son la botija de pastor o  botija de calabaza y el calabazo o barril de peregrino. Así lo anota Caro Bellido en su Diccionario léxico, citando a su vez a Menéndez Pidal que definía el calabazo como término del castellano antiguo usado para designar una "vasija en forma de calabaza". Indistintamente, la vasija alfarera, como parte del ajuar o la impedimenta de agricultores y pastores, recibió el nombre de calabacilla continuando la tradición popular de referirse a este primitivo modelo de cantimplora. El profesor Lizcano, en su estudio dedicado a los "barreros" manchegos da el dato de que, utilizada para llevar vino o agua, llegaba a tener una capacidad de dos litros.

## Precedente vegetal
Con el nombre de «Lagenaria siceraria» (una especie tropical, pariente de las cucurbitáceas) se designa en botánica a la calabaza del peregrino, considerada por el botánico Vernon Hilton Heywood una de las "plantas cultivadas por el hombre más primitivas". Ya en 1968, el también botánico Herbert George Baker anotaba haber hallado en tumbas egipcias ejemplares datados entre 3500 a 3300 antes de Cristo, y asimismo en entierros peruanos, hacia 3000 a. C., y en culturas trogloditas de México con una antigüedad de 7000 años a. C., el propio Herbert dejó noticia de los experimentos realizados por Whitaker & Carter, demostrando que la calabaza podía flotar en agua de mar durante dos años sin que sus semillas perdieran su capacidad de germinar. De esta manera, pudiendo así haber cruzado el Océano Atlántico. Otros estudiosos proponen sin embargo que el viaje de las calabazas y sus semillas fue por el Océano Pacífico, antes del descubrimiento de América.

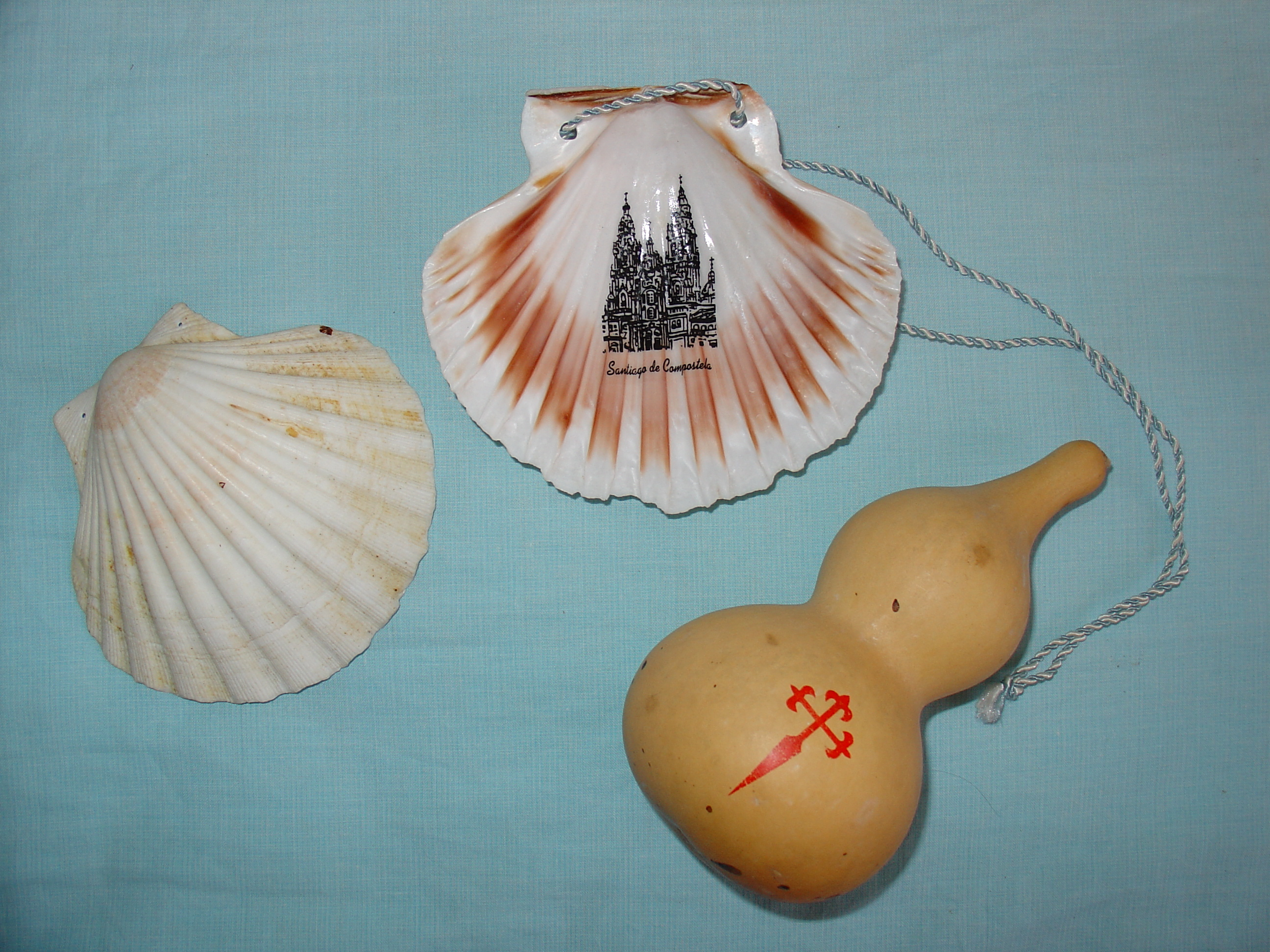
Calabacilla y veneras jacobeas.

Su utilización como precedente de la botija de pastor y la cantimplora se ha rastreado en muy diferentes culturas tanto en el Viejo Mundo, como en el Nuevo Continente. La circunstancia de que su tamaño fuera tan variado -entre 10 y 60 cm-, su peso tan inconsistente y sus formas tan diversas convirtieron a esta variedad de las calabazas en el recipiente rey para los primitivos turistas, los peregrinos.

## En el arte
La presencia de la botija de pastor o calabaza de agua en la representación pictórica de la iconografía de pastores, peregrinos y agricultores (en especial los segadores en la pausa de descanso) es ilustrativa y abundante. Asimismo también está presente en esculturas, bajorrelieves y frisos del arte europeo desde el siglo XI.

Peregrinos
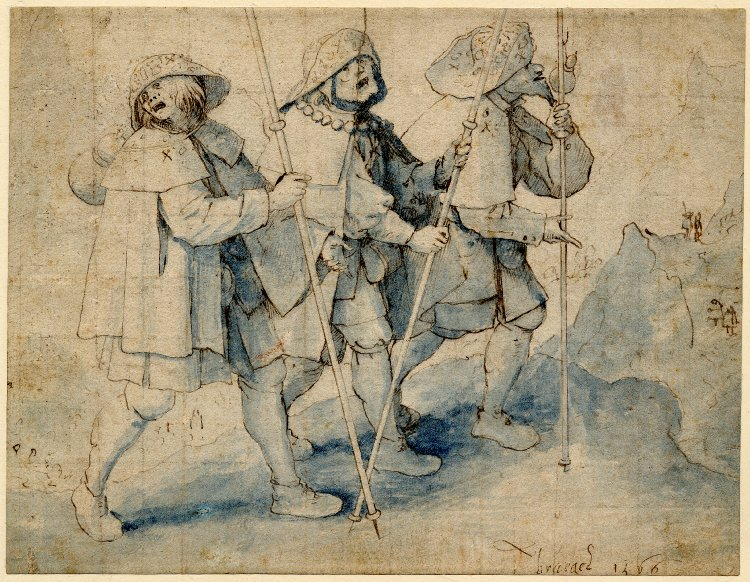
Dibujo (sanguina y tinta) de Pieter Bruegel el Viejo (1566). En lo alto de la vara del peregrino de la derecha se aprecia una calabacilla.
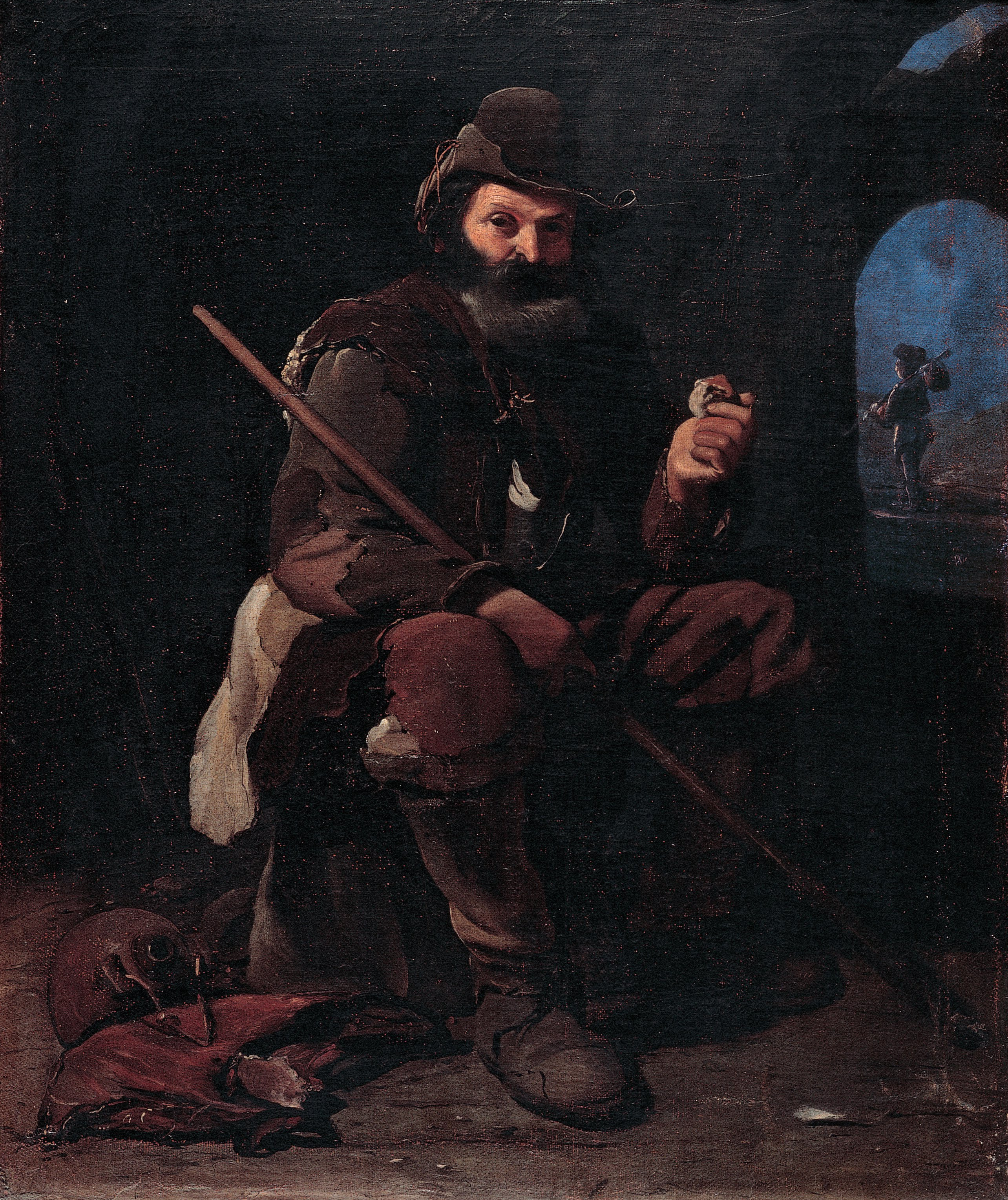
Viejo peregrino, óleo del holandés Michael Sweerts. En el suelo, a la izquierda una botija de pastor (hacia 1690).
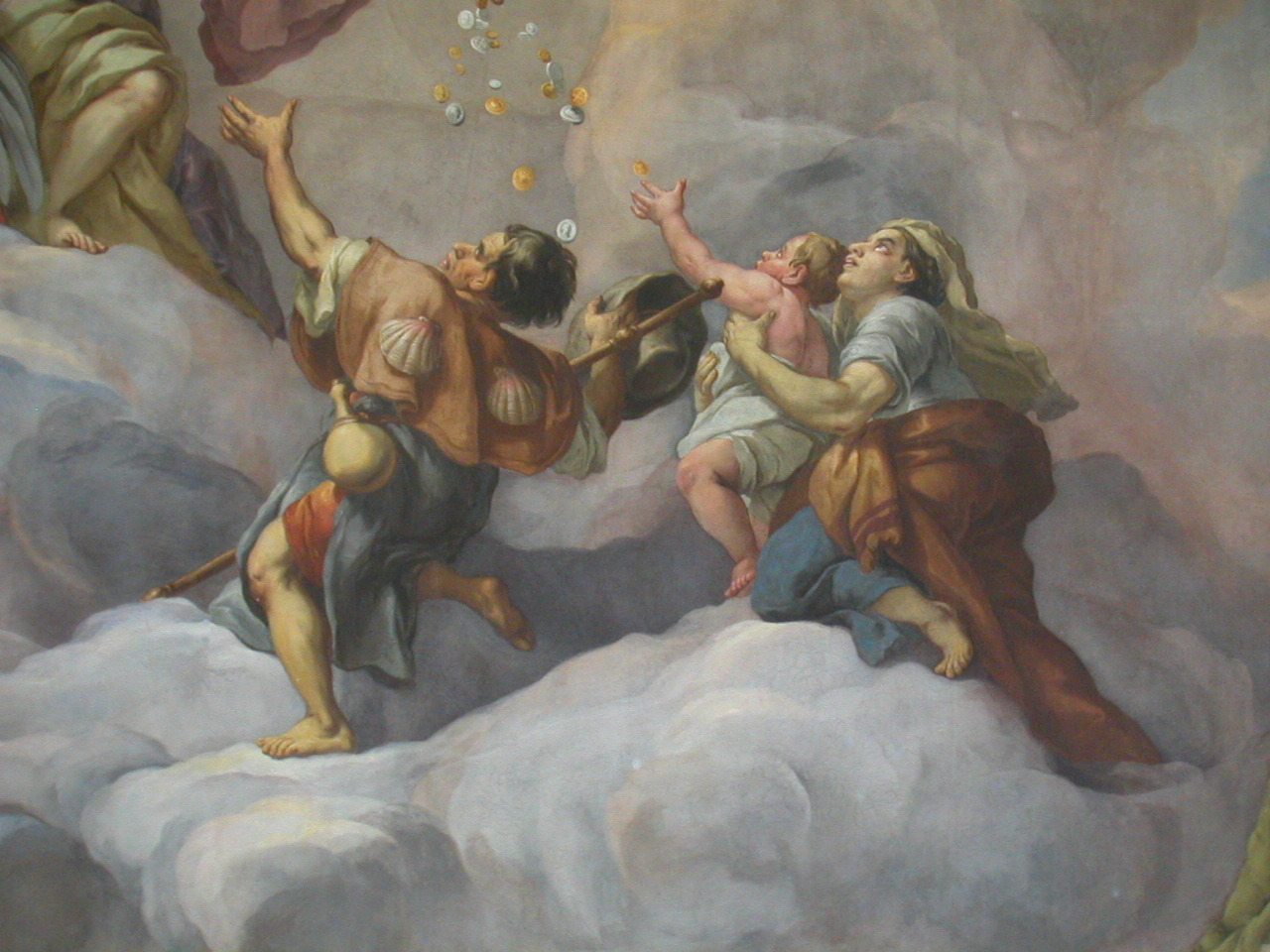
Detalle de la Alegoria del Amor, fresco en la cúpula de la iglesia de Karl, en Viena (hacia 1750).
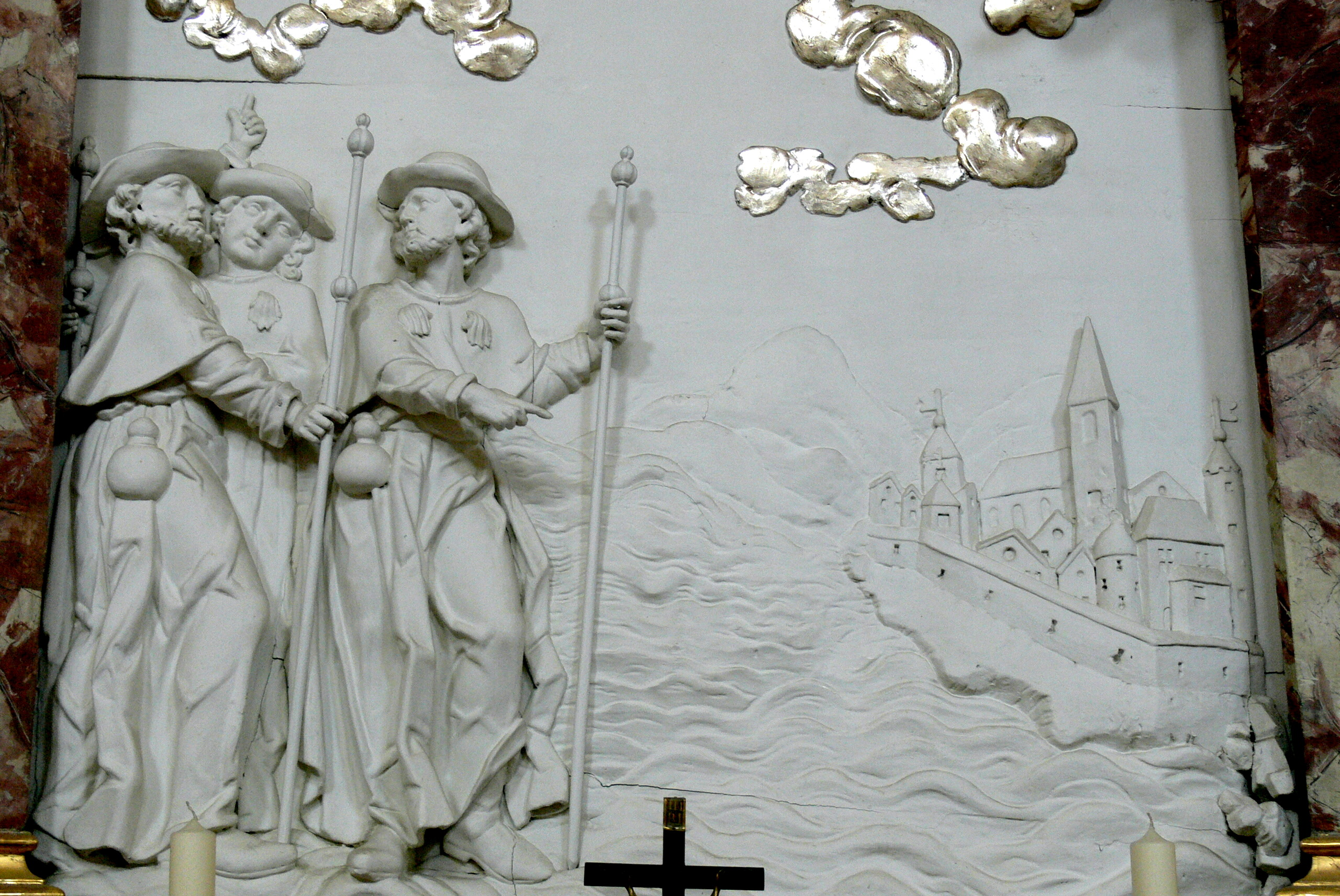
Peregrinos en el camino a Gennazano (hacia 1800). Relieve en el Altar de Nuestra Señora del Buen Consejo, de la iglesia de San Agustín, en Rattenberg (Tirol).